# 尾骨
尾骨（英語：coccyx，tailbone）又稱尾椎，是三角形的小骨塊，由3至5塊退化的尾椎融合而成。其底部上接骶骨尖而形成關節，尖部朝下接肛尾韌帶。尾椎無椎弓，無椎管。它是脊柱中最不發達的部分，代表尾巴的退化器官。

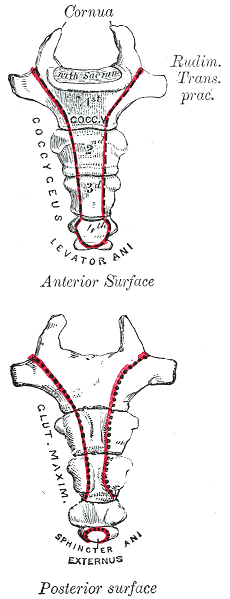
尾骨由五个椎骨组成

## 相片

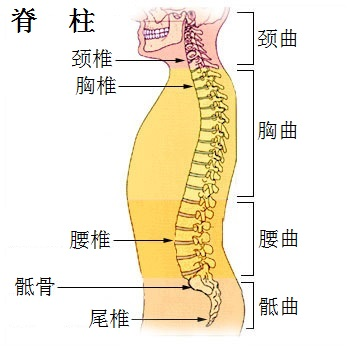
脊柱
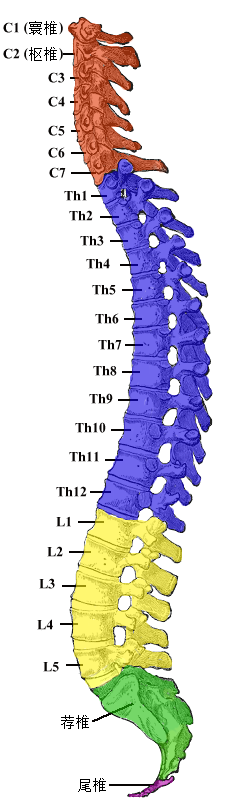
脊柱
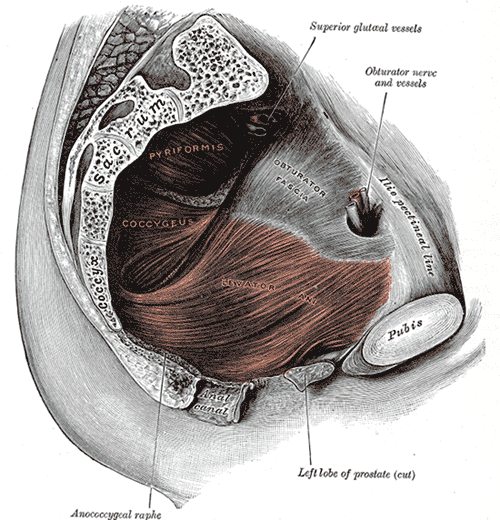
Left Levator ani from within.

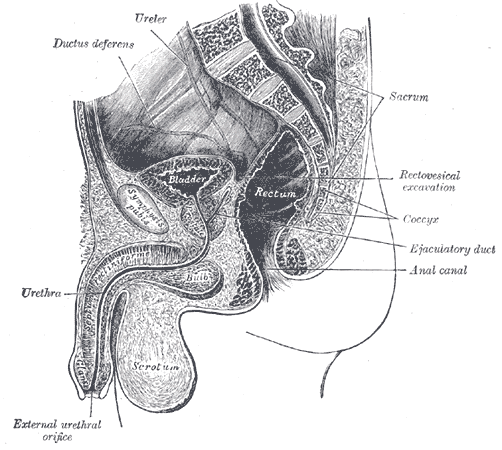
Median sagittal section of male pelvis.
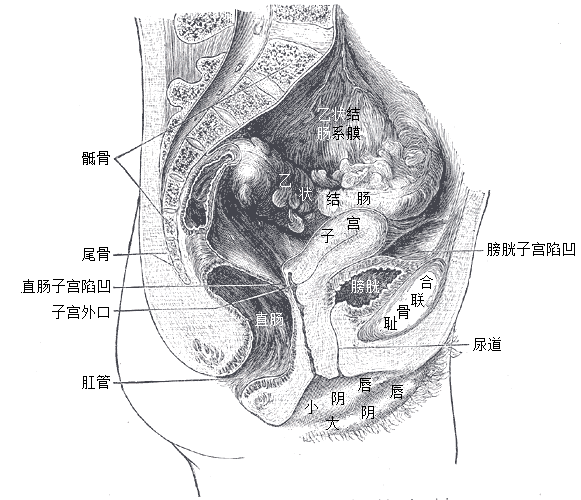
Median sagittal section of female pelvis.

## 外部連結
- 解剖學(Anatomy)-骨頭- Coccyx(尾椎) （页面存档备份，存于）